# Мілута
Мілута (рум. Miluta) — село у повіті Горж в Румунії. Входить до складу комуни Бореску.
Село розташоване на відстані 233 км на захід від Бухареста, 37 км на південь від Тиргу-Жіу, 65 км на північний захід від Крайови.

## Населення
За даними перепису населення 2002 року у селі проживали 655 осіб, усі — румуни. Усі жителі села рідною мовою назвали румунську.